# Leptochilus beddomei
Leptochilus beddomei är en stensöteväxtart som först beskrevs av Manickam och Irudayaraj, och fick sitt nu gällande namn av Xian Chun Zhang och Noot. Leptochilus beddomei ingår i släktet Leptochilus och familjen Polypodiaceae. Inga underarter finns listade.